# Medea (1988)
Medea ist ein dänisches Filmdrama, das Regisseur Lars von Trier 1988 für das dänische Fernsehen drehte. In den 1960er Jahren stand Carl Theodor Dreyer, den von Trier sehr verehrt, in Verhandlungen mit der MGM, den antiken Medea-Stoff von Euripides mit Maria Callas und in Farbe zu verfilmen. Er verzichtete, nachdem Callas für dieselbe Rolle in Medea von Pier Paolo Pasolini zugesagt hatte. Von Trier übernahm Dreyers Drehbuch mit wenigen Änderungen. Er zeigt Medea als eine leidende Frau.

## Handlung
Medea, ihr Mann Jason und ihre beiden kleinen Söhne leben im Exil in Korinth, dem Reich von König Kreon. Jason bietet sich die Gelegenheit, durch die Heirat mit der jungen Glauke, Tochter von Kreon, zu mehr Macht zu gelangen. Medea, die sich für ihre große Liebe Jason geopfert hat, fühlt sich betrogen.
Da Kreon um Medeas Zauberkünste weiß, weist er sie aus seinem Reich hinaus. Die Verstoßene schenkt Glauke ihre Brautkrone, deren Zinken sie mit einem Gift versetzt hat; tatsächlich verletzt sich die Beschenkte daran und stirbt. Um Jason möglichst hart zu treffen, tötet sie ihre beiden Kinder. Der ältere Bub hilft ihr dabei, sein Brüderchen zu hängen und legt sich danach selbst eine Schlinge um den Hals. Jason entdeckt die beiden gehängten Kinder und reitet verzweifelt umher, bis er tot umfällt. Medea entkommt aufs Schiff von Ägeus.